# Жокера (графичен роман)
Жокера (на английски: Joker) е американски графичен роман, публикуван от Ди Си Комикс през 2008 г. Написан от Брайън Азарело и илюстриран от Лий Бермехо, романът се фокусира върху едноименния герой от комикс поредицата Батман на Ди Си. Това е поглед към мита за Батман, поставен извън обичайната приемственост и разказан от един от поддръжниците на Жокера. Самостоятелното продължение на Жокера е Батман: Прокълнат.

## Сюжет
Джони Фрост, главорез от ниско ниво, е изпратен в лудница Аркам, за да вземе току-що пуснатия Жокера. Жокера веднага харесва Фрост и го използва като шофьор. Фрост откарва Жокера до леговището на Крок. Тримата отиват в стриптийз бар. С помощта на Харли Куин, Жокера убива един от бившите си поддръжници и твърди, че възнамерява отново да направи Готъм Сити свой. Жокера ограбва банка и убеждава Пингвина да инвестира откраднатите пари. Жокера се впуска в убийствен поход, убивайки много бандити, които са откраднали парите, територията и странното му чувство за репутация. След това той е информиран от Пингвина, че Харви Дент, главният му съперник за контрол над Готъм, го избягва, което вбесява Жокера. Фрост е задържан от Дент, който го предупреждава, че Жокера ще го убие, но Фрост заблудено вярва, че той е равен партньор на Жокера. Впоследствие Фрост закъснява за срещата на Жокера с Гатанката, търговец на оръжия. Те си разменят куфарчета и Жокера и екипажът му си тръгват. На пътя те са нападнати от измамни полицаи, наети от Дент, и Фрост спасява живота на Жокера в сбиването.
Жокера се впуска във война срещу Дент. Донасяйки куфарчето, което е получил от Гатанката, Жокера казва, че е научил, че Дент има две жени и заплашва да използва съдържанието на куфарчето като лост срещу него. Жокера разрязва китката на Дент и Харли устройва засада и екзекутира хората му. След като помага на Фрост да върне бившата си съпруга Шели от Дент, Жокера я изнасилва пред Фрост, казвайки, че това ги прави „равни“, тъй като Фрост „изневерява“ на Жокера, като не разкрива собствената си среща с Дент. По-късно Харви рисува прилеп върху прожектор, за да привлече вниманието на Батман, и го моли да спре Жокера. Жокера и Фрост бягат от Батман, който залавя Харли и Крок, и ги преследва до близкия мост. Докато Жокер „крещи през сълзи“, Фрост необяснимо открива, че се смее, неспособен да спре. Те намират Батман в засада и Жокера иска да разбере защо Батман се маскира като чудовище, но разваля илюзията, като оставя устата си открита. Батман отговаря: „За да ти се подиграе“. Жокера побеснява и прострелва Фрост в брадичката, оставяйки го с усмивка на Глазгоу. Жокера и Батман се бият, докато Фрост се изкачва по ръба на моста и пада в реката, разказвайки, че най-накрая е осъзнал колко разрушителна е била връзката му с Жокера.

## Прием
Графичният роман като цяло получава положителни отзиви. Уебсайтът Ай Джи Ен коментира, че „Жокера на Брайън Азарело и Лий Бермехо е дълбоко смущаваща и напълно изнервяща творба, литературно постижение, което заема своето място точно до Убийствената шега на Алън Мур като един от малкото успешни опити да се вникне под повърхността на непроницаемата психика на Жокера“. Уебсайтът Ей Ай Си Ен отбелязва, че „историята е завладяваща, особено разтърсващият сблъсък в края на книгата, а изкуството е изключително добро“.

## В България
Комиксът е издаден в България през 2024 г. от Артлайн Студиос в превод на Здравко Генов, като част от изданието Жокера: Омнибус, съдържащ още четири истории.